# Педру VII
Педру VII (порт. Pedro VII) або Мвемба Вузі Нзінґа (кон. Mwemba Vuzi Nzinga; 1880 — 24 червня 1910) — п'ятдесят шостий маніконго центральноафриканського королівства Конго. Від смерті свого батька, Алвару XIV, до 1901 року правив під регентством свого дядька, Енріке IV.
Після смерті Педру престол успадкував його син Мануель Нкомба.